# Golden League FIF 2012 Autunno
La Golden League FIF 2012 Autunno è la 5ª edizione del campionato di football americano organizzato dalla Federazione Italiana Football. Il torneo è iniziato il 13 ottobre 2012 ed è terminato con la vittoria dei Rams Milano nel XXXIII Superbowl FIF. Per la seconda volta il torneo viene disputato a 9 giocatori.

## Stagione regolare

### 1ª giornata
| Faenza 13 ottobre 2012, ore 19:30 | Black Horses Faenza | 0 – 8 () | Lancieri Novara | C.S. Graziola viale Atleti Azzurri d'Italia 13 |

| Villaggio Sereno 14 ottobre 2012, ore 15:00 | Bengals Brescia | 14 – 20 (0-6 6-8 0-6 8-0) referto | Rams Milano | C.S. Chicco Nova, Traversa diciottesima |
| \| \| \| \| \| Cigala Q2 (TD) 24yd pass from Longo, pat failed Mescerjakovs Q4 (TD) 13yd run Sbaraini Q4 (tpc) pass from Longo \| Marcatori \| Venafro Q1 (TD) 9yd run, tpc failed Murino Q2 (TD) 34yd run Nigro Q2 (tpc) pass from Murino Pollastri Q3 (TD) 34yd pass from Murino, tpc failed \| |                 | |             |                                         |
| |                 | |             |                                         |
| Cigala Q2 (TD) 24yd pass from Longo, pat failed Mescerjakovs Q4 (TD) 13yd run Sbaraini Q4 (tpc) pass from Longo | Marcatori       | Venafro Q1 (TD) 9yd run, tpc failed Murino Q2 (TD) 34yd run Nigro Q2 (tpc) pass from Murino Pollastri Q3 (TD) 34yd pass from Murino, tpc failed |             |                                         |

### 2ª giornata
| Caltignaga 21 ottobre 2012, ore 14:30 | Lancieri Novara | 15 – 8 (12-0 3-8 0-0 0-0) referto | Bengals Brescia | C.S., via dello Sport |

| Milano 21 ottobre 2012, ore 14:30 | Rams Milano | 64 – 7 (15-0 27-0 16-7 6-0) referto | Black Horses Faenza | Centro Sportivo Saini |

### 3ª giornata
| Milano 28 ottobre 2012, ore 14:30 | Rams Milano | 42 – 20 (22-12 14-0 0-0 6-8) referto | Lancieri Novara | Centro Sportivo Saini |

| Villaggio Sereno 28 ottobre 2012, ore 15:00 | Bengals Brescia | 26 – 0 (14-0 6-0 6-0 0-0) referto | Black Horses Faenza | C.S. Chicco Nova, Traversa diciottesima |

### 4ª giornata
| Caltignaga 4 novembre 2012, ore 14:30 | Lancieri Novara | 42 – 0 (12-0 24-0 0-0 6-00) referto | Black Horses Faenza | C.S., via dello Sport |

| Milano 4 novembre 2012, ore 14:30 | Rams Milano | 18 – 28 (0-0 6-8 0-0 12-20) referto | Bengals Brescia | Centro Sportivo Saini |

### 5ª giornata
| San Lorenzo in Noceto 10 novembre 2012, ore 19:30 | Black Horses Faenza | 18 – 66 (0-22 12-18 0-6 6-20) referto | Rams Milano | Campo Sportivo di via Bachelet |

| Villaggio Sereno 11 novembre 2012, ore 15:00 | Bengals Brescia | 35 – 19 (6-0 0-7 8-6 21-6) referto | Lancieri Novara | C.S. Chicco Nova, Traversa diciottesima |

### 6ª giornata
| Faenza 17 novembre 2012, ore 19:30 | Black Horses Faenza | 0 – 60 (0-26 0-13 0-7 0-14) referto | Bengals Brescia | C.S. Graziola viale Atleti Azzurri d'Italia 13 |

| Caltignaga 18 novembre 2012, ore 14:30 | Lancieri Novara | 52 – 58 (0-14 30-16 0-8 22-20) referto | Rams Milano | C.S., via dello Sport |

### Classifica
- PCT = percentuale di vittorie, G = partite giocate, V = partite vinte, P = partite perse, PF = punti fatti, PS = punti subiti

| Pos. | Squadra             | PCT  | G | V | P | PF  | PS  |
| ---- | ------------------- | ---- | - | - | - | --- | --- |
| 1    | Rams Milano         | .833 | 6 | 5 | 1 | 268 | 139 |
| 2    | Bengals Brescia     | .667 | 6 | 4 | 2 | 171 | 72  |
| 3    | Lancieri Novara     | .500 | 6 | 3 | 3 | 156 | 143 |
| 4    | Black Horses Faenza | .000 | 6 | 0 | 6 | 25  | 266 |

## Playoff
I playoff sono iniziati il 25 novembre 2012 con le semifinali e si sono conclusi il 1º dicembre col XXXIII Superbowl FIF di Bresso.

### Tabellone
|  | Semifinali | Semifinali          | Semifinali |                 |    | XXXIII Superbowl FIF | XXXIII Superbowl FIF | XXXIII Superbowl FIF |  |
|  |            |                     |            |                 |    |                      |                      |                      |  |
|  | 1          | Rams Milano         | 54         |                 |    |                      |                      |                      |  |
|  | 1          | Rams Milano         | 54         |                 |    |                      |                      |                      |  |
|  | 4          | Black Horses Faenza | 13         |                 |    |                      |                      |                      |  |
|  | 4          | Black Horses Faenza | 13         |                 | 1  | Rams Milano          | 22                   |                      |  |
|  |            |                     |            |                 | 1  | Rams Milano          | 22                   |                      |  |
|  |            |                     | 2          | Bengals Brescia | 16 |                      |                      |                      |  |
|  | 2          | Bengals Brescia     | 2          | Bengals Brescia | 16 | 45                   |                      |                      |  |
|  | 2          | Bengals Brescia     |            |                 |    |                      |                      |                      |  |
|  | 3          | Lancieri Novara     | 0          |                 |    |                      |                      |                      |  |

### Semifinali
| Milano 25 novembre 2012, ore 14:30 | Rams Milano | 54 – 13 (6-0 14-7 20-0 14-6) referto | Black Horses Faenza | Centro Sportivo Saini |

| Villaggio Sereno 25 novembre 2012, ore 14:30 | Bengals Brescia | 45 – 0 (18-0 7-0 13-0 7-0) referto | Lancieri Novara | C.S. Chicco Nova, Traversa diciottesima |

### Superbowl
| Bresso 1º dicembre 2012, ore 21:00 | Rams Milano | 22 – 16 (0-3 14-6 0-7 8-0) referto | Bengals Brescia | C.S., Via Grazia Deledda |

## XXXIII Superbowl
La partita finale, chiamata XXXIII Superbowl Italiano si è disputata a Bresso (MI) il 1º dicembre 2012.
- Rams Milano campioni d'Italia FIF 2012 Autunno.